# آسرولا
آسِرولا میوه‌ای گرمسیری است که در هند غربی و شمال آمریکای جنوبی می‌روید. این میوه در هندوستان نیز کشت می‌شود. آسرولا میوه‌ای با طعم شیرین و دارای مقدار بسیار زیادی ویتامین ث می‌باشد.
این میوه از تیرهٔ مالپیگیاسه (Malpighiaceae) است.
ویتامین ث موجود در آسرولا در قرص ضدچروک ایمدین استفاده می‌شود و در ساخت کلاژنهای جدید کاربرد بسیار زیادی دارد.